# Jens Byggmark
Jens Pontus Byggmark (* 22. August 1985 in Örebro) ist ein ehemaliger schwedischer Skirennläufer. Seine Spezialdisziplin war der Slalom, er startete aber auch im Riesenslalom und in der Kombination.

## Biografie
Byggmark wuchs in Tärnaby auf. Nachdem er ab seinem 15. Lebensjahr bei FIS-Rennen Rennerfahrung gesammelt hatte, ging er ab 2003 für die schwedische Nationalmannschaft im Europacup an den Start. Dort machte er insbesondere im Slalom ab Dezember 2005 mit Spitzenresultaten auf sich aufmerksam. Im Februar 2005 hatte er bereits bei den Junioren-Weltmeisterschaften im italienischen Bardonecchia mit einem sechsten Platz im Riesenslalom und Rang sieben im Slalom aufhorchen lassen.
Sein Debüt im Weltcup gab er im Januar 2005 in Kitzbühel, blieb bei seinen sporadischen Einsätzen aber zunächst ohne Platzierung auf den vorderen Rängen. Zur Saison 2006/07 rückte Byggmark in den schwedischen Weltcup-Kader auf. Gleich zum Saisonauftakt im finnischen Levi fuhr er überraschend mit der zweitbesten Laufzeit im zweiten Durchgang auf den sechsten Platz. Drei Wochen später bestätigte er mit Rang fünf im Slalom von Beaver Creek seine Leistung.
Am 27. Januar 2007 gewann er sein erstes Weltcuprennen, den Slalom von Kitzbühel. Nur 24 Stunden später konnte er diesen Erfolg mit dem zweiten Sieg in Kitzbühel bestätigen. Am 30. Januar 2007 erreichte er den zweiten Rang im Nachtslalom von Schladming. Damit belegte er in der Saison 2006/07 den dritten Platz im Slalomweltcup. Bei den Skiweltmeisterschaften 2007 in Åre gewann er mit der schwedischen Mannschaft die Silbermedaille im Mannschaftswettbewerb. Ein weiteres Ergebnis erzielte er nach Ausfällen im Slalom, im Riesenslalom und in der Super-Kombination nicht. 
In der Saison 2007/08 erreichte Byggmark drei zweite Plätze in den Slaloms von Bad Kleinkirchheim, Wengen und Kitzbühel. Sonst hatte er jedoch mit vielen Ausfällen zu kämpfen und er fiel auf Platz zehn im Slalomweltcup zurück. Zahlreiche Ausfälle musste er auch in der Saison 2008/09 hinnehmen. Byggmark konnte nur dreimal punkten und erreichte als bestes Ergebnis den zehnten Platz im Slalom von Alta Badia. Auch bei den Weltmeisterschaften 2009 in Val-d’Isère erreichte er weder im Slalom noch im Riesenslalom das Ziel. Aufgrund der im Weltcup ausbleibenden Erfolge startete er ab Februar 2009 wieder vermehrt im Europacup.
In der Saison 2009/10 erreichte Byggmark wieder nur in drei Weltcup-Slaloms das Ziel. Sein bestes Resultat war der 13. Platz in Alta Badia. Er nahm an den Olympischen Winterspielen 2010 in Vancouver teil und belegte den 22. Platz. Im Europacup gewann er in diesem Winter den Slalom in Pozza di Fassa und erreichte mit einem weiteren Podestplatz den dritten Rang im Slalomklassement. In der Saison 2010/11 verbesserte sich Byggmark auch im Weltcup wieder deutlich. Er zeigte sich sehr beständig und punktete in neun der zehn Weltcupslaloms des Winters. Erstmals seit mehr als zwei Jahren erreichte er wieder Top-10-Platzierungen. Bei den Weltmeisterschaften 2011 in Garmisch-Partenkirchen gewann er überraschend die Silbermedaille. In der Weltcupsaison 2011/12 gelangen ihm sechs Top-10-Platzierungen.
Als Dritter des Slaloms von Levi am 11. November 2012 stand Byggmark nach über viereinhalb Jahren wieder auf dem Podest eines Weltcuprennens. Bei den Weltmeisterschaften 2013 gewann er die Silbermedaille im Mannschaftswettbewerb. Beim Sommertraining in Saas-Fee erlitt er im September 2013 einen Kreuzbandriss, womit er die gesamte Saison 2013/14 verpasste. Im darauf folgenden Winter 2014/15 gelang ihm mit dem dritten Platz im Slalom von Madonna di Campiglio nochmals ein bemerkenswertes Resultat, ebenso im Winter 2015/16 mit Platz 4 im Slalom von Wengen. Hingegen konnte er im Winter 2016/17 nur ein zählbares Ergebnis vorweisen. Erneut auftretende Kniebeschwerden bewogen ihn dazu, die Saison im Januar 2017 abzubrechen. Schließlich erklärte Byggmark am 6. April 2017 seinen Rücktritt als Spitzensportler.

## Erfolge

### Olympische Spiele
- Vancouver 2010: 22. Slalom

### Weltmeisterschaften
- Åre 2007: 2. Mannschaftswettbewerb
- Garmisch-Partenkirchen 2011: 2. Slalom
- Schladming 2013: 2. Mannschaftswettbewerb, 8. Slalom

### Juniorenweltmeisterschaften
- Bardonecchia 2005: 6. Riesenslalom, 6. Kombination, 7. Slalom, 18. Super-G, 25. Abfahrt

### Weltcup
- 8 Podestplätze in Einzelrennen, davon 2 Siege:

| Datum           | Ort       | Land       | Disziplin |
| --------------- | --------- | ---------- | --------- |
| 27. Januar 2007 | Kitzbühel | Österreich | Slalom    |
| 28. Januar 2007 | Kitzbühel | Österreich | Slalom    |

- 2 Podestplätze bei Mannschaftswettbewerben

### Weltcupwertungen
| Saison  | Gesamt | Gesamt | Riesenslalom | Riesenslalom | Slalom | Slalom | Kombination | Kombination | City Event | City Event |
| Saison  | Platz  | Punkte | Platz        | Punkte       | Platz  | Punkte | Platz       | Punkte      | Platz      | Punkte     |
| ------- | ------ | ------ | ------------ | ------------ | ------ | ------ | ----------- | ----------- | ---------- | ---------- |
| 2006/07 | 15.    | 506    | -            | -            | 3.     | 490    | 33.         | 16          | -          | -          |
| 2007/08 | 30.    | 310    | 45.          | 18           | 10.    | 256    | 28.         | 36          | -          | -          |
| 2008/09 | 94.    | 44     | -            | -            | 35.    | 36     | 41.         | 8           | -          | -          |
| 2009/10 | 102.   | 36     | -            | -            | 36.    | 36     | -           | -           | -          | -          |
| 2010/11 | 46.    | 173    | -            | -            | 16.    | 173    | -           | -           | -          | -          |
| 2011/12 | 36.    | 242    | -            | -            | 9.     | 242    | -           | -           | -          | -          |
| 2012/13 | 25.    | 274    | -            | -            | 8.     | 274    | -           | -           | 5.         | 80         |
| 2014/15 | 59.    | 123    | -            | -            | 19.    | 123    | -           | -           | -          | -          |
| 2015/16 | 73.    | 109    | -            | -            | 25.    | 109    | -           | -           | -          | -          |
| 2016/17 | 126.   | 14     | -            | -            | 46.    | 14     | -           | -           | -          | -          |

### Europacup
- Saison 2005/06: 4. Gesamtwertung, 1. Super-Kombination, 3. Slalom
- Saison 2009/10: 3. Slalom
- 9 Podestplätze, davon 5 Siege:

| Datum             | Ort            | Land        | Disziplin         |
| ----------------- | -------------- | ----------- | ----------------- |
| 15. Januar 2006   | Oberjoch       | Deutschland | Slalom            |
| 2. Februar 2006   | Veysonnaz      | Schweiz     | Super-Kombination |
| 10. März 2006     | Kranjska Gora  | Slowenien   | Slalom            |
| 18. Dezember 2009 | Pozza di Fassa | Italien     | Slalom *          |
| 17. Dezember 2010 | Pozza di Fassa | Italien     | Slalom            |

* zeitgleich mit Reinfried Herbst

### Weitere Erfolge
- 8 Siege in FIS-Rennen